# غرائية
الغَرائية هو جنس من كاسيات البذور في الفصيلة البولامونية.الأنواع واطن في أمريكة الشمالية وجنوب أمريكة الجنوبية. الاسم يشير إلى البذور التي تصبح هلامية في الملمس عندما تبتل.